# To All My Friends, Blood Makes the Blade Holy: The Atmosphere EP's
Albums de Atmosphere
Leak at Will
(2009) The Family Sign
(2011)
To All My Friends, Blood Makes the Blade Holy: The Atmosphere EP's est un EP d'Atmosphere, sorti le 7 septembre 2010.
L'album s'est classé 5e au Top Independent Albums, 9e aux Digital Albums et au Top R&B/Hip-Hop Albums, 12e au Top Rap Albums et 38e au Billboard 200.

## Liste des titres
| No  | Titre                   | Contient un (des) sample(s) de                                                                       | Durée |
| --- | ----------------------- | --- | ----- |
| 1.  | Until the Nipple's Gone | | 4:20  |
| 2.  | The Major Leagues       | | 3:21  |
| 3.  | Scalp                   | | 3:24  |
| 4.  | The Best Day            | The Message de Grandmaster Flash and The Furious Five featuring Grandmaster Melle Mel et Duke Bootee | 3:37  |
| 5.  | Americareful            | | 3:18  |
| 6.  | Hope                    | | 1:56  |
| 7.  | The Loser Wins          | | 3:36  |
| 8.  | Shotgun                 | | 4:10  |
| 9.  | Commodities             | | 2:42  |
| 10. | The Number None         | | 3:01  |
| 11. | Freefallin'             | | 4:10  |
| 12. | To All My Friends       | | 3:17  |